# Сидельников, Кирилл Юрьевич
Кирилл Юрьевич Сидельников (род. 17 августа 1988, Старый Оскол, Белгородская область, РСФСР, СССР) — российский профессиональный боец смешанных единоборств, самбист, многократный победитель чемпионатов России, Европы и мира, выступает на турнирах по боевому самбо и смешанным единоборствам.

## Титулы и достижения
до 100 кг
- Чемпионат России по боевому самбо 2008 года — ;
- Чемпионат России по боевому самбо 2009 года — ;

свыше 100 кг
- Чемпионат России по боевому самбо 2010 года — ;
- Чемпионат России по боевому самбо 2010 года — ;
- Чемпионат России по боевому самбо 2011 года — ;
- Чемпионат России по боевому самбо 2012 года — ;
- Чемпионат России по боевому самбо 2013 года — ;
- Чемпионат России по боевому самбо 2014 года — ;
- Чемпионат России по боевому самбо 2015 года — ;
- Чемпионат России по боевому самбо 2016 года — ;
- Чемпионат России по боевому самбо 2017 года — ;
- Чемпионат России по самбо 2018 года — ;
- Чемпионат России по самбо 2019 года — ;
- Чемпионат России по самбо 2020 года — ;

свыше 98 кг
- Чемпионат России по самбо 2023 года — ;

## Список боёв в ММА
| Боёв 19  | Побед 13 | Поражений 6 |
| -------- | -------- | ----------- |
| Нокаутом | 7        | 5           |
| Сдачей   | 1        | 0           |
| Решением | 5        | 1           |

| Результат | Рекорд | Соперник          | Способ                                               | Турнир                               | Дата                  | Раунд | Время | Место                   | Примечание                            |
| --------- | ------ | ----------------- | ---------------------------------------------------- | ------------------------------------ | --------------------- | ----- | ----- | ----------------------- | ------------------------------------- |
| Победа    | 13-6   | Роб Трусдэйл      | Технический нокаут (удары)                           | Bellator 269                         | 23 октября 2021 года  | 1     | 2:01  | Москва, Россия          |                                       |
| Победа    | 12-6   | Доминго Баррос    | Единогласное решение                                 | Bellator 230 — Carvalho vs. Nemkov   | 12 октября 2019 года  | 3     | 5:00  | Милан, Италия           |                                       |
| Поражение | 11-6   | Адам Кереш        | Технический нокаут (удар ногой в голову и добивание) | Bellator 209 Pitbull vs. Sanchez     | 15 ноября 2018 года   | 1     | 1:12  | Тель-Авив, Израиль      |                                       |
| Поражение | 11-5   | Сергей Павлович   | Технический нокаут (удары)                           | FNG Fight Nights Global 79           | 19 ноября 2017 года   | 1     | 2:45  | Пенза, Россия           |                                       |
| Победа    | 11-4   | Бага Агаев        | Единогласное решение                                 | EFN Fight Nights Global 57           | 16 декабря 2016 года  | 3     | 5:00  | Москва, Россия          |                                       |
| Победа    | 10-4   | Рубен Вольф       | Единогласное решение                                 | EFN 50 — Emelianenko vs. Maldonado   | 17 июня 2016 года     | 3     | 5:00  | Санкт-Петербург, Россия |                                       |
| Победа    | 9-4    | Крис Барнетт      | Раздельное решение                                   | Rizin FF — Rizin 1                   | 17 апреля 2016 года   | 3     | 5:00  | Нагоя, Япония           |                                       |
| Победа    | 8-4    | Карлос Тойота     | Технический нокаут (удары)                           | Rizin FF — Saraba no Utake           | 29 декабря 2015 года  | 1     | 2:23  | Сайтама, Япония         |                                       |
| Победа    | 7-4    | Владимир Кученко  | Единогласное решение                                 | Russian Cities Tournament            | 19 ноября 2010 года   | 2     | 5:00  | Липецк, Россия          |                                       |
| Поражение | 6-4    | Ибрагим Ибрагимов | Технический нокаут (перелом челюсти)                 | M-1 Challenge 2009 Selections        | 5 сентября 2009 года  | 1     | 1:51  | Махачкала, Россия       | 6-й этап командного чемпионата России |
| Победа    | 6-3    | Ризван Даниялов   | Болевой приём (ключ на руку)                         | M-1 Challenge 2009 Selections 3      | 28 мая 2009 года      | 1     | 1:30  | Санкт-Петербург, Россия | 3-й этап командного чемпионата России |
| Поражение | 5-3    | Пол Буентелло     | Технический нокаут (остановка доктором)              | Affliction Day Of Reckoning          | 24 января 2009 года   | 3     | 4:18  | Анахайм, США            |                                       |
| Победа    | 5-2    | Джонг Ван Ким     | Технический нокаут (остановка боя секундантами)      | M-1 Challenge 9 Russia               | 21 ноября 2008 года   | 1     | 0:12  | Санкт-Петербург, Россия | 9-й этап командного чемпионата мира   |
| Победа    | 4-2    | Джеймс Джек       | Технический нокаут (удары)                           | M-1 Challenge 7 UK                   | 27 сентября 2008 года | 1     | 1:28  | Ноттингем, Англия       | 7-й этап командного чемпионата мира   |
| Поражение | 3-2    | Ярно Нурминен     | Единогласное решение                                 | M-1 Challenge 4 Battle On The Neva 2 | 27 июня 2008 года     | 2     | 5:00  | Санкт-Петербург, Россия | 4-й этап командного чемпионата мира   |
| Победа    | 3-1    | Кармело Молина    | Технический нокаут                                   | M-1 MFC Fedor Emelianenko Cup        | 15 мая 2008 года      | 1     | 2:30  | Белгород, Россия        |                                       |
| Победа    | 2-1    | Мартин Солтышик   | Нокаут (удар)                                        | M-1 Slamm                            | 2 марта 2008 года     | 1     | 2:25  | Алмере, Нидерланды      | 1-й этап командного чемпионата мира   |
| Поражение | 1-1    | Антонио Мендес    | Технический нокаут (остановка доктором)              | M-1 MFC Battle On The Neva           | 21 июля 2007 года     | 2     | 2:30  | Санкт-Петербург, Россия |                                       |
| Победа    | 1-0    | Донг Ву Шин       | Технический нокаут (удар ногой в голову и добивание) | M-1 MFC — Russia vs. Korea           | 20 января 2007 года   | 1     | 0:19  | Сеул, Корея             |                                       |